# داني ستايلز
داني ستايلز (بالإنجليزية: Danny Stiles)‏ هو مقدم برامج إذاعية أمريكي، ولد في 2 ديسمبر 1923 في نيوآرك في الولايات المتحدة، وتوفي في 11 مارس 2011 في مانهاتن في الولايات المتحدة.